# Champ opératoire stérile

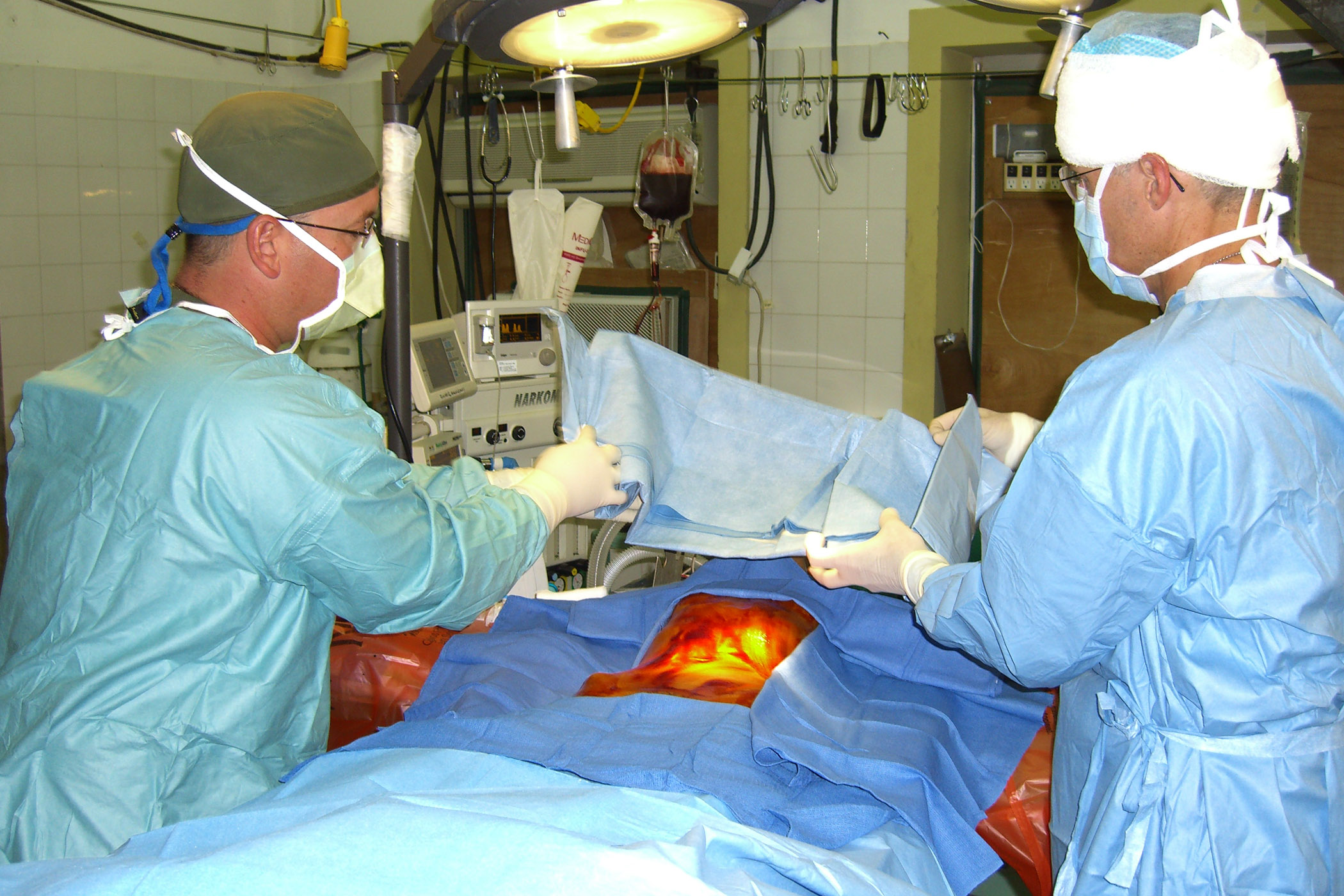
Une équipe chirurgicale met en place les champs opératoires stériles.

Un champ opératoire stérile est une étoffe non tissée entourant la région du corps sur laquelle est pratiquée une opération.